# Venezuela nos Jogos Olímpicos de Verão de 2012
A Venezuela competiu nos Jogos Olímpicos de Verão de 2012, que aconteceram na cidade de Londres, no Reino Unido, de 27 de julho até 12 de agosto de 2012.

## Desempenho

### Atletismo
Os atletas da Venezuela até agora alcançaram índices de classificação nos seguintes eventos (máximo de três atletas por índice A e um por índice B):
Eventos com um atleta classificado por índice B:
- 20 km marcha atlética feminino

### Halterofilismo(3 atletas)
Masculino
| Atleta         | Evento | Arranque (kg) | Arremesso (kg) | Total (kg) | Posição |
| -------------- | ------ | ------------- | -------------- | ---------- | ------- |
| Junior Sánchez | -69kg  | 148,0         | 180,0          | 328,0      | 5º      |

Feminino
| Atleta           | Evento | Arranque (kg) | Arremesso (kg) | Total (kg) | Posição |
| ---------------- | ------ | ------------- | -------------- | ---------- | ------- |
| Betsi Rivas      | -48kg  | 70,0          | 98,0           | 168,0      | 8º      |
| Inmara Henríquez | -53kg  | 81,0          | 113,0          | 194,0      | 10º     |

### Lutas
A Venezuela conquistou uma vaga no Copa do Mundo de Lutas de 2011, realizada em Istanbul, na Turquia, do dia 12 ao dia 18 de setembro de 2011.
- Categoria de peso -74 kg, na luta livre masculina
- Categoria de peso -60 kg, na luta greco-romana masculina.

### Natação
Masculino
| Atletas         | Evento       | Eliminatórias | Eliminatórias | Semifinal | Semifinal | Final       | Final       |
| Atletas         | Evento       | Tempo         | Posição       | Tempo     | Posição   | Tempo       | Posição     |
| --------------- | ------------ | ------------- | ------------- | --------- | --------- | ----------- | ----------- |
| Alejandro Gómez | 1500 m livre | 15min27s38    | 23º           |           |           | Não avançou | Não avançou |

Feminino
| Atletas        | Evento          | Eliminatórias | Eliminatórias | Semifinal   | Semifinal   | Final       | Final       |
| Atletas        | Evento          | Tempo         | Posição       | Tempo       | Posição     | Tempo       | Posição     |
| -------------- | --------------- | ------------- | ------------- | ----------- | ----------- | ----------- | ----------- |
| Arlene Semeco  | 50 m livre      | 25s56         | 28º           | Não avançou | Não avançou | Não avançou | Não avançou |
| Arlene Semeco  | 100 m livre     | 56s90         | 33º           | Não avançou | Não avançou | Não avançou | Não avançou |
| Andreina Pinto | 400 m livre     | 4min08s45     | 15º           |             |             | Não avançou | Não avançou |
| Andreina Pinto | 800 m livre     | 8min26s43 Q   | 6º            | 8min29s28   | 8º          |             |             |
| Andreina Pinto | 200 m borboleta | 2min11s23     | 22º           | Não avançou | Não avançou | Não avançou | Não avançou |
| Andreina Pinto | 400 m medley    | 4min48s64     | 27º           |             |             | Não avançou | Não avançou |

### Tiro com arco(2 atletas)
| Atleta              | Prova                | Rodada de classificação | Rodada de classificação | Ronda dos 64                                | Ronda dos 32           | Ronda dos 16           | Quartos-finais         | Semifinais             | Final                  | Final       |
| Atleta              | Prova                | Placar                  | Pos.                    | Adversário e resultado                      | Adversário e resultado | Adversário e resultado | Adversário e resultado | Adversário e resultado | Adversário e resultado | Pos.        |
| ------------------- | -------------------- | ----------------------- | ----------------------- | ------------------------------------------- | ---------------------- | ---------------------- | ---------------------- | ---------------------- | ---------------------- | ----------- |
| Elías Malavé Burgos | Individual masculino | 666                     | 25º                     | TPE C-w. Kuo D 2-0, 0-2, 0-2, 1-1, 2-0, 0-1 | Não avançou            | Não avançou            | Não avançou            | Não avançou            | Não avançou            | Não avançou |
| Leidys Brito        | Individual feminino  | 634                     | 45º                     | CHN M. Cheng D 0-2, 2-0, 2-0, 0-2, 0-2      | Não avançou            | Não avançou            | Não avançou            | Não avançou            | Não avançou            | Não avançou |